# 新罕布什爾省

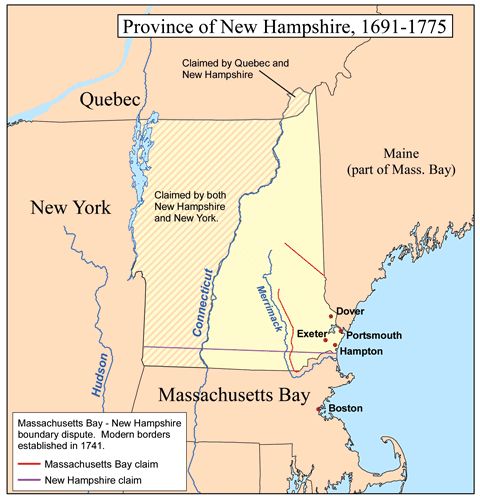
顯示新罕布什爾省領土聲稱的地圖

新罕布什爾省（英語：Province of New Hampshire）是英國在北美洲的殖民地，後來成為英國省份。名稱首次使用是在1629年，介乎北美洲東岸的梅里馬克河及皮斯卡塔夸河，由約翰·梅森船長以英格蘭南方漢普郡來命名，也是該地的第一個專名。1776年該省建立了一個獨立的州和政府新罕布什爾州，並與其餘十二殖民地合併成美國。